# ماكس هاندلي
ماكس هاندلي (بالإنجليزية: Max Handley)‏ هو كاتب بريطاني، ولد في 1945، وتوفي في 1990.

## وصلات خارجية
- ماكس هاندلي على موقع IMDb (الإنجليزية)